# Pedunculus major
Pedunculus major là một loài tò vò trong họ Ichneumonidae.